# Drážďanská cena lyriky
Drážďanská cena lyriky (Dresdner Lyrikpreis) je literární ocenění udělované každé dva roky městem Drážďany. Uděluje se českým, německým, rakouským, švýcarským a lichtenštejnským autorům a měla by přispívat k vzájemné kulturní výměně mezi německy mluvícím světem a Českou republikou.

## Ocenění
- 1996 – Thomas Kunst
- 1998 – Petr Hruška a Christian Lehnert
- 2000 – Lutz Seiler
- 2002 – Hendrik Rost
- 2004 – Uwe Tellkamp
- 2006 – Viola Fischerová a Uljana Wolf
- 2008 – Christian Futscher
- 2010 – Marie Šťastná
- 2012 – Hartwig Mauritz
- 2014 – Lea Schneider a Thilo Krause
- 2016 – Guy Helminger a Simona Rackova
- 2018 – Bastian Schneider a Jan Škrob
- 2020 – Christoph Wenzel
- 2022 – Pavel Novotný